# Ignacy Hilary Ledóchowski
Ignacy Hilary Ledóchowski herbu Szaława (właśc. Ignacy Hilary Halka-Ledóchowski) (ur. 13 stycznia 1789 w Krupie k. Łucka, zm. 29 marca 1870 w Klimontowie) – hrabia, polski generał brygady, syn Antoniego Bartłomieja i Julii z Ostrowskich.

## Cesarstwo Austriackie
Po upadku insurekcji kościuszkowskiej 1794 roku wraz z rodzicami przeniósł się z Wołynia w do Galicji Zachodniej w sandomierskie (Ossolin). Studiował w Theresianum w Wiedniu oraz w Akademii Inżynieryjnej (specjalizacja artyleria).
Od 1808 roku służył w armii austriackiej. Pierwszy przydział 3 pułk piechoty. Wziął udział w kampanii 1809 roku w wojnie V koalicji z napoleońską Francją. W walkach pod Ratyzboną dostał się do niewoli francuskiej. Po wymianie jeńców przydzielony do 4. pułku huzarów, skąd niezwłocznie wziął dymisję.

## Księstwo Warszawskie
W 1810 roku wstąpił do armii Księstwa Warszawskiego w stopniu porucznika z przydziałem do I kompanii artylerii konnej. We wrześniu 1811 roku przydzielony do inżynierii do załogi Gdańska. Do artylerii powrócił tuż przed kampanią 1812 roku. W inwazji na Rosję uczestniczył w składzie X Korpusu marszałka Macdonalda. W trakcie odwrotu, 3 stycznia 1813 ciężko ranny w nogę, którą później amputowano. W czerwcu 1813 roku w trakcie obrony Gdańska odznaczony Krzyżem Legii Honorowej. Do niewoli rosyjskiej dostał się w Królewcu.
Kawaler Orderu Wojskowego Księstwa Warszawskiego

## Królestwo Kongresowe
Po zwolnieniu z niewoli rosyjskiej mimo inwalidztwa przyjęty w 1815 do armii Królestwa Polskiego. Członek komisji weryfikującej oficerów kandydujących do armii. W 1819 roku otrzymał od ojca dobra ossolińskie. W 1827 został mianowany komendantem warszawskiego Arsenału. Był również członkiem loży wolnomularskiej Wolność Odzyskana. W 1830 roku został nagrodzony Znakiem Honorowym za 20 lat służby.

## Powstanie Listopadowe
W „noc listopadową” otworzył Arsenał ludowi warszawskiemu. Następnie wyznaczony komendantem Twierdzy Modlin. Dwukrotnie odrzucił (marzec i wrzesień) rosyjską propozycję poddania twierdzy. Skapitulował w dniu 9 października 1831 roku, dopiero po przekroczeniu granicy pruskiej przez główne siły armii powstańczej. Modlin skapitulował jako przedostatni punkt oporu powstańczego.

## Ostatnie lata życia
Po upadku powstania pozostał w Królestwie Kongresowym. Odmówił przyjęcia emerytury należnej mu jako byłemu pułkownikowi armii Królestwa Kongresowego. W 1833 roku po śmierci żony sprzedał dobra ossolińskie i zamieszkał w Warszawie. W 1836 asystował przy koronacji cesarza Ferdynanda I na króla Czech. Od 1839 wraz z dziećmi przez kilka lat mieszkał w Monachium, a później w Petersburgu. W 1845 roku uzyskał zatwierdzenie tytułu hrabiowskiego w Rosji. W 1855 osiadł jako rezydent w klasztorze dominikanów w Klimontowie, gdzie zmarł, zaś pochowany został w kościele pw. św. Józefa w Klimontowie. Co ciekawe w trumnie złożone są wraz z ciałem dwie kule takie same jak na załączonej rycinie.

## Życie osobiste
Żonaty z Ludwiką z Górskich z którą miał czworo dzieci:
- Józef Jan Boży 1822–1894
- Antoni August 1823–1885
- Anna 1824–1839
- Ludwika Apolonia Izabella 1828–1860, zamężna za Ludwikiem Morykonim.

## Awanse
- porucznik – 1808 r.
- kapitan – 1810 r.
- pułkownik – 1827
- generał brygady – 1831